# タイム・リープ (緒方恵美の曲)
「タイム・リープ」は、緒方恵美の5枚目のシングル。1997年5月25日にポリグラムから発売された。

## 概要
- 1997年6月7日に公開された映画『タイム・リープ』の主題歌として使用された[2]。
- 文化放送制作のラジオ番組『緒方恵美の銀河にほえろ!』のオープニングテーマとしても使用された[3]。
- 同年6月4日に発売された映画のサウンドトラック『「タイム・リープ」オリジナルサウンドトラック』には、映画で使用されたサイズが収録された[4]。
- カップリングの「SAKURA」は、角川書店が発行している月刊誌「NewType」のCMソングとして使用された[3]。

## 収録曲
（全作詞：緒方恵美、作曲・編曲：千住明）
1. タイム・リープ
  - 映画『タイム・リープ』主題歌[2]
  - 文化放送ラジオ『緒方恵美の銀河にほえろ!』オープニングテーマ[3]
2. SAKURA
  - 角川書店「NewType」CMソング[3]
3. タイム・リープ（No Vocal Version）
4. SAKURA（No Vocal Version）

## 収録アルバム
| 曲名           | 収録アルバム                                     | 発売日        | 規格品番     |
| -------------- | ------------------------------------------------ | ------------- | ------------ |
| タイム・リープ | 『「タイム・リープ」オリジナルサウンドトラック』 | 1997年6月4日  | POCX-1073    |
| タイム・リープ | 『MO』                                           | 1998年3月11日 | POCX-1094    |
| タイム・リープ | 『Live [em:ou]』                                 | 1999年3月17日 | POCX-1115    |
| タイム・リープ | 『RUNNER』                                       | 1999年6月30日 | POCX-1120    |
| タイム・リープ | 『アイタイ。』                                   | 2002年12月4日 | LACA-9015/8  |
| タイム・リープ | 『EARLY OGATA BEST』                             | 2018年5月30日 | LACA-9629/30 |
| SAKURA         | 『MO』                                           | 1998年3月11日 | POCX-1094    |
| SAKURA         | 『アイタイ。』                                   | 2002年12月4日 | LACA-9015/8  |